# Quận Aransas, Texas
Quận Aransas là một quận trong tiểu bang Texas, Hoa Kỳ. Quận lỵ đóng ở thành phố Rockpot.

## Thông tin nhân khẩu
Theo điều tra dân số 2 năm 2000, quận đã có dân số 22.497 người, 9.132 hộ, và 6.401 gia đình sống trong quận. Mật độ dân số là 89 người cho mỗi dặm vuông (34/km ²). Có 12.848 đơn vị nhà ở với mật độ trung bình là 51 cho mỗi dặm vuông (20/km ²). Cơ cấu dân tộc của dân cư trong quận gồm 87,44% người da trắng, 1,43% da đen hay người Mỹ gốc Phi, 0,58% người Mỹ bản xứ, 2,77% người châu Á, Thái Bình Dương 0,05%, 5,33% từ các chủng tộc khác, và 2,39% từ hai hoặc nhiều chủng tộc. 20,32% dân số là người Hispanic hay Latino thuộc chủng tộc nào.
Có 9.132 hộ, trong đó 27,00% có trẻ em dưới 18 tuổi sống chung với họ, được 57,00% cặp vợ chồng sống với nhau, đã có 9,40% hộ là một nữ không có chồng hiện diện, và 29,90% là không lập gia đình. 25,30% của tất cả các hộ gia đình đã được tạo thành từ các cá nhân và 11,60% có người sống một mình 65 tuổi trở lên đã được người. Bình quân mỗi hộ là 2,43 và cỡ gia đình trung bình là 2,90.
Trong quận, độ tuổi trung bình của dân cư với 23,80% ở độ tuổi dưới 18, 6,20% 18-24, 23,20% 25-44, 27,10% 45-64, và 19,70% người 65 tuổi trở lên. Tuổi trung bình là 43 năm. Cứ mỗi 100 nữ có 98,90 nam giới. Cứ mỗi 100 nữ 18 tuổi trở lên, đã có 95,50 nam giới.
Thu nhập trung bình cho một hộ gia đình trong quận đã được $ 30.702, và thu nhập trung bình cho một gia đình là $ 34.915. Nam giới có thu nhập trung bình $ 31.597 so với 20.289 $ cho phái nữ. Thu nhập trên đầu cho các quận được $ 18,560. Giới 15,50% gia đình và 19,90% dân số sống dưới mức nghèo khổ, trong đó có 31,00% những người dưới 18 tuổi và 10,20% có độ tuổi từ 65 trở lên. 